# Hrvatska ratna mornarica
Hrvatska ratna mornarica (HRM) grana je Oružanih snaga Republike Hrvatske. Njezina uloga i namjena je štititi integritet i suverenitet Republike Hrvatske na moru i s mora. Nositeljica je i organizatorica pomorske obrane Republike Hrvatske.
Danas (2025.) godine je Hrvatska ratna mornarica u prvom redu usmjerena na zaštitu hrvatskih obala i teritorijalnog mora, te od borbenih plovila ima manje jedinice koje nisu pogodne za izlazak izvan Jadranskog mora. Planira se u bliskoj budućnosti pribavljanje plovila veće autonomije plovidbe, veličine korvete.

## Zadaće Hrvatske ratne mornarice
Glavne zadaće HRM u miru su:
- održavanje optimalne razine spremnosti snaga u cilju odvraćanja od agresije na RH,
- sudjelovanje u nadzoru i zaštiti morskih i podmorskih prostora i epikontinentalnog pojasa na kojima Republika Hrvatska ima puni suverenitet, suverena prava i nadležnosti, u suradnji s drugim institucijama i organizacijama RH,
- održavanje sposobnosti mornaričkog pješaštva za vođenje borbe u priobalju i na otocima,
- sudjelovanje u međunarodnim vojnim operacijama potpore miru,
- sudjelovanje u aktivnostima nadzora naoružanja i izgradnje mjera povjerenja i sigurnosti,
- sudjelovanje u potpori civilnim organizacijama i institucijama RH na moru,
- sudjelovanje u traganju i spašavanju na moru.

Glavne zadaće HRM u ratu su:
- sudjelovanje u združenim obrambenim i napadnim operacijama u obrani i uspostavi teritorijalnog integriteta zemlje,
- sudjelovanje u obrani Republike Hrvatske, a stupanjem u NATO i u obrani saveznika.

## Povijest
Odlukom predsjednika Republike dr. Franje Tuđmana od 12. rujna 1991. kojom je imenovao zapovjednika admirala Svetu Leticu – admirala s preko četiri desetljeća iskustva u ratnoj mornarici, koji će biti na čelu HRM za čitavog trajanja Domovinskog rata – službeno je započelo ustrojavanje Hrvatske ratne mornarice osnivanjem prvih vojnih postrojbi. Prvi brod u floti bio je desantno jurišni brod DJB-103 koji je otet Jugoslavenskoj narodnoj armiji 15. rujna 1991. dok je bio na remontu u Veloj Luci.

### Osvajanje prvih skladišta i vojne opreme
Već su tijekom rujna stvoreni uvjeti za snažno suprotstavljanje agresoru na moru i primorju. U akciji "Zelena tabla – Mala bara", 14./15. rujna 1991. osvojena su skladišta streljiva i naoružanja, a u Tatinjama skladišta morskih mina čime je HRM došla do prvih snažnih oružnih sustava. Tijekom Bitke za Šibenik od 16. do 22. rujna 1991. snage 113. brigade i postrojbe PU Šibenske zarobile su u vojarni Kuline 15 ratnih brodova i plovila dok su radnici ondašnjeg Mornaričkog tehničkog remontnog zavoda Velimir Škorpik preuzeli Zavod u svoje ruke i 19 ratnih brodova i plovila. Mlade hrvatske snage su tako važan plijen uspjele obraniti u teškim borbama, izvojivši prvu značajnu pobjedu u Domovinskom ratu, kojom je omogućeno formiranje snažne ratne mornarice: neprijatelj će u narednim godinama s poteškoćama održavati ispravnost plovila koja su mu preostala, a superiorna hrvatska brodogradnja će uspijevati podizati borbenu sposobnost zarobljenih plovila i unaprjeđivati tehnološku razinu oružanih sustava.

### Zarobljeni brodovi i plovila
Zarobljena 34 ratna broda i plovila u Šibeniku činila su približno četvrtinu cjelokupne flote JRM. Zapoviješću zapovjednika HRM-a 24. rujna ustrojena je Ratna luka Šibenik, a 29. rujna zarobljeni brodovi ustrojeni su u dvije borbene skupine: 
- Udarne pomorske snage (UPS) organizirane u "Mješoviti divizion RTOP, RČ, TČ i PČ"

s brodovima:
- RTOP-402 – danas RTOP-21 Šibenik
- TČ-222 – u HRM pod imenom TB-51 Vukovar
- RČ-310 – u HRM pod imenom OBM-41 Dubrovnik
- PČ-171 – danas OB-01 Novigrad
- PČ-180 – danas OB-03 Cavtat
- PČ-181 – danas OB-04 Hrvatska Kostajnica

- Obalne pomorske snage (OPS)

Su činili svi ostali brodovi s barkama koji su uglavnom djelovali u priobalju.
Premda je većina bila u lošem stanju, nedostajali su ili su bili oštećeni pogonski dijelovi i naoružanje, odmah se pristupilo njihovom osposobljavanju i opremanju pa su ti brodovi, uz nekoliko zarobljenih u pojedinačnim akcijama – tako primjerice OB-02 Šolta koji je zarobljen tijekom Boja u Splitskom kanalu – postali temelj izgradnje HRM-a. Od odlučujuće važnosti za nadzor obalnog ruba i međuotočkog prostora bilo je preotimanje obalnog topništva JRM-a i ustrojavanje obalnih topničkih bitnica (OTB). 
U rujnu su osvojene OTB 90 mm na Žirju (14. rujna), OTB 100 mm Zečevo (16. rujna), OTB 88 mm na Smokvici (19. rujna), OTB 88 mm Marinča rat na Šolti (20. rujna), OTB 85 mm Ražanj na Braču (24. rujna), OTB 88 mm Ražnjić i OTB 85mm Privala na Korčuli (17. rujna). Ustroj i popuna izvedeni su do 21. rujna, a 1. listopada od dijela topova osvojenih u Rogoznici i na otoku Šolti ustrojene su OTB Kašjuni i Duilovo u Splitu.

### Borbena djelovanja HRM-a u jesen 1991.
U studenom 1991. na moru je vladala pomorska blokada koju je oglasila Jugoslavenska ratna mornarica i važila je opća zabrana plovidbe za sve brodove. Na srednjedalmatinskom području tu zadaću je provodila Taktička grupa (TG) "Kaštela" koja je, uz veliki ophodni brod (VPBR-31 "Split"), imala i dvije raketne topovnjače (RTOP-401 i 403), raketni čamac (RČ-306), torpedni čamac (TČ-220) te jedan ophodni brod (PČ-176) i bila je apsolutni gospodar situacije. Stupanj provedbe blokade bio je vrlo velik. S otoka su vraćani čamci koji su prevozili bolesnike na dijalizu u splitske bolnice, zabranjeno je bilo isplovljavanje ribaricama i svim plovilima koja su mogla prevoziti ljude. Ploviti je mogao samo onaj koji je imao dopuštenje vojnih vlasti, a to je značilo da se nešto prevozi za njihove potrebe.
Dne 14. studenoga diverzanti Hrvatske ratne mornarice su priručnim daljinski navođenim torpedom pogodili i teško oštetili ophodni čamac PČ-176 Mukos koji je JRM napustila. Taj je brod kasnije otegljen u remontno brodogradilište u Šibeniku gdje je ubrzo popravljen i uveden u operativnu uporabu. Danas plovi u sastavu 1. divizijuna Obalne straže pod oznakom OB-02 i nosi ime "Šolta".
U znak odmazde 15. studenoga u 6:42 sati s VPBR-31 Split je otvorena paljba po gradu Splitu – gradu po kojem je dobio ime. Nakon toga, cijela taktička grupa "Kaštela" je otvorila paljbu po Splitu, Braču i Šolti. Uslijedio je i odgovor HRM-a koja je sa svojih topničkih bitnica otvorila paljbu po brodovima JRM-a. Djelovanjem topničkih bitnica brodovi JRM-a su bili prisiljeni na povlačenje. U pomoć je bilo upućeno 6 zrakoplova tipa Jastreb. Međutim, djelovanjem protuzračne obrane s otoka Brača oborena su dva zrakoplova i tako je onemogućeno njihovo djelovanje. Ovaj pomorski boj je poznat kao Boj u Splitskom kanalu.
Nakon boja u Splitskom kanalu TG "Vis" koja je operirala južno od Splitskih vrata povukla se u uvalu luke Vis, a TG "Kaštela" se, u svom povlačenju prema Neretvanskom kanalu, u popodnevnim satima 15. studenog 1991. godine, sastala s TG "Ploče" sastava tri minolovca (M-143 "Olib", M-144 "Iž" i M-153 "Blitvenica").
Obalne topničke bitnice HRM-a s Pelješca i Korčule su u prijepodnevnim satima 16. studenog 1991. godine otvorile vatru po dijelovima TG "Kaštela" i TG "Ploče". Došlo je do izmjene vatre, zbog čega je oštećeno nekoliko brodova JRM-a. Od posljedica djelovanja topničkih bitnica HRM-a minolovac ML-144 je bio primoran nasukati se u hvarskoj uvali Torac, a ML- 143 je potonuo kod otoka Šćedro. Taj boj je poznat kao Boj u Korčulanskom kanalu. Ostali brodovi su se iz Korčulanskog kanala povukli na otok Vis.
Bojevi u Splitskom i Korčulanskom kanalu su izuzetno značajni za noviju hrvatsku povijest. Naime, to je prva samostalna borba te velika i konačna pobjeda snaga Hrvatske ratne mornarice nad znatno nadmoćnijim pomorskim snagama Jugoslavenske ratne mornarice u Domovinskom ratu. Tom je pobjedom Hrvatska ratna mornarica deblokirala sve hrvatske luke, osim Dubrovnika.
Uspješnim minskim djelovanjima, djelovanjima obalnog topništva te diverzantskim akcijama Hrvatske ratne mornarice tijekom bojeva u Splitskom i Korčulanskom kanalu, Jugoslavenska ratna mornarica je bila prisiljena na povlačenje iz unutarnjih morskih voda Republike Hrvatske u njena posljednja uporišta na otocima Visu i Lastovu odakle njeni brodovi više nisu isplovljavali radi bojnih djelovanja. Sve ostale aktivnosti koje je JRM poduzimala svodile su se na mjere borbenog osiguranja vlastitih snaga.
Iako je još neko vrijeme vladalo stanje proglašene pomorske blokade, na nju se nitko više nije osvrtao, a putnički i trgovački brodovi slobodno su plovili unutarnjim morskim vodama RH. Izuzetak je bila pomorska komunikacija prema Dubrovniku koju su još uvijek kontrolirali brodovi JRM-a, nadzirući sve terete koji su trajektima pristizali u Dubrovnik. Stoga je težište bojnih djelovanja HRM-a u 1992. godini bilo premješteno sa središnjeg dijela jadranskog pomorskog bojišta na njegov južni dio, u obrani kojega je vrlo značajan doprinos imao odred naoružanih brodova Dubrovnik.

### Jačanje HRM tijekom domovinskog rata i preuzimanje inicijative na Jadranu
Makar je primirje 1991. godine HRM dočekala sa znatno manjim brojem operativnih plovila od broja koji je ostao JRM, preuzela je pretežni dio ratnih luka; u svibnju 1992. godine JRM napušta i luke na Visu i Lastovu, koje su bile od presudne važnosti za kontrolu plovidbe Jadranom i smještali su flotu JRM neposredno u hrvatsko obalno more. 
U preostalim dobrim lukama u Boki kotorskoj, predstavljala je JRM manju prijetnju, osobito s obzirom na to da je – lišena značajnijih brodograđevinih kapaciteta – bila suočena s problemima u održavanju. Hrvatska brodogradnja je, s druge strane, predano radila na osposobljavanju zarobljenih brodova (od kojih je znatan dio bio na remontu, ili zarobljen nakon oštećivanja u borbama) i unaprjeđivanju flote HRM. Između ostalog, 1992. godine je u službu uveden brod znatne vatrene moći RTOP-11 Kralj Petar Krešimir IV., sagrađen u Brodogradilištu Kraljevica; 1994. godine u skopu združene vježbe HRM-a i HRZ i PZO "Posejdon 94" bit će izvedeno prvo testno lansiranje švedskih protubrodskih raketa RBS-15 s raketnih topovjača RTOP-11 Kralj Petar Krešimir IV i RTOP-21 Šibenik, ostvarivši time prednost pred protivničkom flotom koja je raspolagala sličnim starijim sustavima P-15 sovjetskog podrijetla.
U sklopu HRM ustrojeno je i mornaričko pješaštvo: postrojba "Vange" sudjeluje u teškim borbama za kontrolu nad Novigradom i Novskim ždrilom tijekom Operacije Maslenica u siječnju 1993. Još ranije je Mješoviti odred mornaričko-desantnog pješaštva, osnovan na području Dubrovnika 1. studenog 1991. god., sudjelovao u obrani tog područja, u kojoj je iznimno važnu zadaću transporta prema opkoljenom gradu izvršio i Odred naoružanih brodova Dubrovnik.
HRM je do kraja domovinskog rata uspješno kontrolirala hrvatsko teritorijalno more i osiguravala pristup hrvatskim lukama.

### Zapovjednici HRM-a
1. Sveto Letica (12. rujna 1991. – svibanj 1996.)
2. Vid Stipetić (1996. – 2002.)
3. Zdravko Kardum (31. prosinca 2002. – 19. ožujka 2007.)
4. Ante Urlić (2007. – 31. listopada 2012.)
5. Robert Hranj (1. studenog 2012. – 31. siječnja 2015.)
6. Predrag Stipanović (1. veljače 2015. – 18. prosinca 2017.)
7. Ivo Raffanelli (18. prosinca 2017. – 12. siječnja 2024.)
8. Damir Dojkić (od 12. siječnja 2024.)[6]

## Struktura
Osnovnu strukturu HRM čini:
-   Zapovjedništvo HRM
-   Dom zapovjedništva HRM
-   Flota HRM
     -  Zapovjedništvo
     -  Divizijun za površinsko djelovanje
     -  Divizijun za minsko i protuminsko djelovanje
     -  Satnija mornaričko-desantnog pješaštva
-   Obalna straža
     -  Zapovjedništvo
     -  1. divizijun (Split)
     -  2. divizijun (Pula)
-   Bojna obalne službe motrenja i navođenja
( OMiN) 
     -  Zapovjedništvo
     -  1. satnija OMIN (Split)
     -  2. satnija OMIN (Pula)
     -  Satnija KIS (komunikacijsko-informacijski sustavi)
-   Središte za obuku HRM
-   Pomorska baza Split
     -  Zapovjedništvo
     -  Bojna za održavanje
     -  Satnija za opskrbu i transport
     -  Opslužništvo vojarne "Admiral flote Sveto Letica - Barba" (ex. "Sv. Nikola") - Lora
     - Vojnopomorsko zdravsteno središte 
     -  Satnija za osiguranje
     -  Odjeljak pomorske baze Sjever (Pula)
     -  Odjeljak pomorske baze Jug (Ploče/Pelješac)
[ne postoji u izvoru]

## Pomorske baze i vojne luke
Pomorske baze se nalaze u Puli, Šibeniku, Splitu, Pločama. Također, duž obale smještene su postaje obalnog motrenja.
Odlukom Vlade Republike Hrvatske osnovane su vojne luke za potrebe Ministarstva obrane za vojnu namjenu. 

### Vojne luke
- Pula
- Kovčanje – otok Lošinj
- »Uvala Panikovac« – Šibenik
- Divulje – Trogir
- »Brižine« – Kaštel Sućurac
- »Lora« – Split
- »Poljud« (luka Učilišta HRM) – Split
- »Postrojbe za razmagnetiziranje brodova« (poluotok Marjan) – Split
- »Postaja za kontrolu brodskog magnetizma« (hrid Galija u cijelosti) – Split
- »Uvala Tatinje« (u cijelosti) – Ploče
- »Otok Pločica« (u cijelosti s pripadajućim morskim prostorom) – Ploče
- »Uvala Bačine« – Ploče
- »Meja« – otok Korčula

### Vojne podzemne luke
- Potkop »Zagračina« – Dugi otok
- Potkop »Paprenica« – Dugi otok
- Potkop »Bukašin« – Dugi otok
- Potkop »Parja« – otok Vis
- Potkop »Maslinova« (uvala Maslinova) – otok Brač
- Potkop »Smrka« (uvala Smrka) – otok Brač
- Potkop »Kruščica« (uvala Kruščica) – otok Brač
- Potkop »Sito« – otok Lastovo
- Potkop »Kremena« – otok Lastovo
- Potkop »Duba« – Ploče
- Potkop »Brijesta« (uvala Brijesta) – Ploče
- Potkop »Soline« (uvala Soline) – Ploče

Maskirni pristani (privezišta, vezovi) izgrađeni su na nenastanjenom dijelu obale i do njih uglavnom ne vode nikakve izgrađene komunikacije. Duž obale postoje 14 maskirnih pristana.

## Naoružanje
Glavnu borbenu osnovu Hrvatske ratne mornarice čine tri raketne topovnjače hrvatske proizvodnje te dvije raketne topovnjače klase Helsinki koje su dostavljene početkom studenog 2008. Finske raketne topovnjače kupljene su za simboličnih 9 milijuna eura u sklopu offset dogovora o kupnji finskih oklopnih vozila "Patria" te predstavljaju prijelazno rješenje do nabave domaćih fregata.
Uz raketne topovnjače, HRM posjeduje i veći broj pomoćnih brodova koji se koriste za mino-polaganje, ophodnju i obuku mornara. Prema dugoročnom planu razvoja dio brodova će obnašati i ulogu Obalne straže dok će ostali biti namijenjeni obavljanju tradicionalnih pomorskih zadaća.
Većina brodova iz flote HRM zapravo su brodovi JRM, koji su zarobljeni početkom Domovinskog rata. Dio brodova građeni su za potrebe JRM, ali nisu bili dovršeni ili su se u trenutku rasplamsavanja sukoba nalazili na remotnu. 
Nakon što je u Dugoročnom planu razvoja Oružanih snaga Republike Hrvatske za razdoblje od 2015. do 2024. god. bilo predviđeno da će HRM "u svojem sastavu imati raketne topovnjače, lovce mina - minolovce i desantne brodove - minopolagače... ophodne brodove i remorkere te... ostala pripadajuća plovila", a da će se tek "analizirati... mogućnosti i modaliteti razvoja i izgradnje, odnosno nabave višenamjenskog broda kao platforme za razvoj i održavanje šireg spektra borbenih i potpornih sposobnosti Hrvatske ratne mornarice", u složenijoj međunarodnoj sigurnosnoj situaciji 2025. god. Hrvatska pregovara s NATO saveznicima o pribavljanju dva broda veličine korvete i drugim koracima za jačanje HRM. U srpnju 2025. god. se u Prijedlogu Dugoročnog plana razvoja Oružanih snaga Republike Hrvatske za razdoblje od 2025. do 2036. god. navodi: "Ključni projekt Hrvatske ratne mornarice opremanje i uvođenje u operativnu uporabu višenamjenskog broda/korvete ostaje strateški prioritet i predviđen je do kraja prvoga trogodišnjeg razdoblja Dugoročnog plana razvoja, za što su pripremne i planske radnje započele. Do tada će se dio postojećih platformi opremiti novim raketnim sustavima za djelovanje s mora i kopna te odgovarajućom komunikacijsko-informacijskom opremom."
Ministarstvo obrane najavilo je modernizaciju raketnih topovnjača za korištenje novih rakete radi isteka resursa raketama rbs-15, te nabavu 2 nove korvete za hrvatsku ratnu mornaricu. Vrijednost ugovora je potvrđena na oko 500 milijuna eura i više. Pregovori za nabavu traju, a kandidati koji se spominju su norveška vanguard class modularna korveta (proizvođač konsberg već je potvrdio pregovore prema njihovim informacijama brodovi bi se gradili u Hrvatskoj) i francuska gowind 2500 korveta. Nabava se očekuje 2024. prema informacijama iz MORH-a u razdoblju 2025.-2030. očekuje se ulazak u službu 2 nove korvete.
Hrvatska je također u procesu pregovora za nabavu 2 nova minolovca. Očekuje se kupovina talijanskih gaeta class minolovaca, međutim nabava drugih nije isključena.

### Ostalo
- Sustav radara za nadzor mora – 14 (4 Peregrine + 10)
- Obalni topovi – 21 (6 + 15)
- Ronilica R-2 Mala – 2
- Mobilni obalni lanseri (MOL) – 3 (jedno vozilo = 4 x RBS-15)
- Postaje obalnog motrenja – Savudrija, Brijuni, Mali Lošinj, Dugi otok, Žirje, Vis, Lastovo, Mljet i Molunat.

Ciljevi modernizacije HRM su planska modernizacija postojećih brodova i sredstava za izvršenje postavljenih namjenskih zadaća, te izrada studije izvodljivosti za izgradnju višenamjenskih i obalnih ophodnih
brodova. Ministar obrane je 2. prosinca 2014. potpisao ugovor s Brodosplitom o izgradnji 5 novih obalnih brodova po projektu Brodarskog instituta. Dovršetak izgradnje prvog broda se očekuje za 15 mjeseci.
U tijeku je završna faza instaliranja radara "Peregrine" te završetak prve faze implementacije računalno – komunikacijske mreže projekta "More". Četiri radara iz sustava Peregrin nalaze se na Visu, Lastovu, Dugom otoku i Mljetu. Zajedno s još devet radarskih postaja na Jadranu činit će jedinstven radarski sustav "More" koji pokriva prostor od Kvarnerskog zaljeva do južnog Jadrana, sa zadaćom zaštite hrvatskih nacionalnih interesa na moru. Sustav je namijenjen ponajprije nadzoru Zaštićenog ekološko-ribolovnog pojasa. U slučaju potrebe, djelovat će i kao potpora sustavima protubrodske, protuzračne i obalne obrane, za otkrivanje i sprječavanje terorizma, protuzakonite migracije i šverca, te kao potpora Službi traganja i spašavanja na moru.
- Mobilni obalni lanser (MOL) 161. raketnog divizijuna HRM-a
- Torpedo MK-44
- Mina nekontaktna sidrena model 90
- Ronilica R-2 Mala

## Činovi u HRM
| Admirali             |                      |                      |                      |                      |                   |                   |                   |                   |                   |                 |                 |                 |                 |                 |                       |                       |                       |                       |                       |                  |                  |                  |                  |                  |                  |                  |                  |                  |                  |
|                      |                      |                      |                      |                      |                   |                   |                   |                   |                   |                 |                 |                 |                 |                 |                       |                       |                       |                       |                       |                  |                  |                  |                  |                  |                  |                  |                  |                  |                  |
| Admiral flote        | Admiral flote        | Admiral flote        | Admiral flote        | Admiral flote        | Admiral flote     | Admiral           | Admiral           | Admiral           | Admiral           | Admiral         | Admiral         | Viceadmiral     | Viceadmiral     | Viceadmiral     | Viceadmiral           | Viceadmiral           | Viceadmiral           | Kontraadmiral         | Kontraadmiral         | Kontraadmiral    | Kontraadmiral    | Kontraadmiral    | Kontraadmiral    | Komodor          | Komodor          | Komodor          | Komodor          | Komodor          | Komodor          |
| Časnici              |                      |                      |                      |                      |                   |                   |                   |                   |                   |                 |                 |                 |                 |                 |                       |                       |                       |                       |                       |                  |                  |                  |                  |                  |                  |                  |                  |                  |                  |
| Viši časnici         | Viši časnici         | Viši časnici         | Viši časnici         | Viši časnici         | Viši časnici      | Viši časnici      | Viši časnici      | Viši časnici      | Viši časnici      | Viši časnici    | Viši časnici    | Viši časnici    | Viši časnici    | Viši časnici    | Niži časnici          | Niži časnici          | Niži časnici          | Niži časnici          | Niži časnici          | Niži časnici     | Niži časnici     | Niži časnici     | Niži časnici     | Niži časnici     | Niži časnici     | Niži časnici     | Niži časnici     | Niži časnici     | Niži časnici     |
|                      |                      |                      |                      |                      |                   |                   |                   |                   |                   |                 |                 |                 |                 |                 |                       |                       |                       |                       |                       |                  |                  |                  |                  |                  |                  |                  |                  |                  |                  |
| Kapetan bojnog broda | Kapetan bojnog broda | Kapetan bojnog broda | Kapetan bojnog broda | Kapetan bojnog broda | Kapetan fregate   | Kapetan fregate   | Kapetan fregate   | Kapetan fregate   | Kapetan fregate   | Kapetan korvete | Kapetan korvete | Kapetan korvete | Kapetan korvete | Kapetan korvete | Poručnik bojnog broda | Poručnik bojnog broda | Poručnik bojnog broda | Poručnik bojnog broda | Poručnik bojnog broda | Poručnik fregate | Poručnik fregate | Poručnik fregate | Poručnik fregate | Poručnik fregate | Poručnik korvete | Poručnik korvete | Poručnik korvete | Poručnik korvete | Poručnik korvete |
| Dočasnici            |                      |                      |                      |                      |                   |                   |                   |                   |                   |                 |                 |                 |                 |                 |                       |                       |                       |                       |                       |                  |                  |                  |                  |                  |                  |                  |                  |                  |                  |
| Viši dočasnici       | Viši dočasnici       | Viši dočasnici       | Viši dočasnici       | Viši dočasnici       | Viši dočasnici    | Viši dočasnici    | Viši dočasnici    | Viši dočasnici    | Viši dočasnici    | Viši dočasnici  | Viši dočasnici  | Viši dočasnici  | Viši dočasnici  | Viši dočasnici  | Niži dočasnici        | Niži dočasnici        | Niži dočasnici        | Niži dočasnici        | Niži dočasnici        | Niži dočasnici   | Niži dočasnici   | Niži dočasnici   | Niži dočasnici   | Niži dočasnici   | Niži dočasnici   | Niži dočasnici   | Niži dočasnici   | Niži dočasnici   | Niži dočasnici   |
|                      |                      |                      |                      |                      |                   |                   |                   |                   |                   |                 |                 |                 |                 |                 |                       |                       |                       |                       |                       |                  |                  |                  |                  |                  |                  |                  |                  |                  |                  |
| Časnički namjesnik   | Časnički namjesnik   | Časnički namjesnik   | Časnički namjesnik   | Časnički namjesnik   | Stožerni narednik | Stožerni narednik | Stožerni narednik | Stožerni narednik | Stožerni narednik | Nadnarednik     | Nadnarednik     | Nadnarednik     | Nadnarednik     | Nadnarednik     | Narednik              | Narednik              | Narednik              | Narednik              | Narednik              | Desetnik         | Desetnik         | Desetnik         | Desetnik         | Desetnik         | Skupnik          | Skupnik          | Skupnik          | Skupnik          | Skupnik          |
| Mornari i kadeti     |                      |                      |                      |                      |                   |                   |                   |                   |                   |                 |                 |                 |                 |                 |                       |                       |                       |                       |                       |                  |                  |                  |                  |                  |                  |                  |                  |                  |                  |
|                      |                      |                      |                      |                      |                   |                   |                   |                   |                   |                 |                 |                 |                 |                 |                       |                       |                       |                       |                       |                  |                  |                  |                  |                  |                  |                  |                  |                  |                  |
| Razvodnik            | Razvodnik            | Razvodnik            | Razvodnik            | Razvodnik            | Razvodnik         | Razvodnik         | Razvodnik         | Razvodnik         | Razvodnik         | Razvodnik       | Razvodnik       | Razvodnik       | Razvodnik       | Razvodnik       | Pozornik              | Pozornik              | Pozornik              | Pozornik              | Pozornik              | Pozornik         | Pozornik         | Pozornik         | Pozornik         | Pozornik         | Pozornik         | Pozornik         | Pozornik         | Pozornik         | Pozornik         |

## Dan Hrvatske ratne mornarice
Odlukom Predsjednika Tuđmana iz 1993. Dan Hrvatske ratne mornarice obilježava se 18. rujna, u spomen prve zapisane hrvatske pomorske pobjede, kada su Neretljani u vrijeme kneza Branimira 887. godine u bitci kod Makarske porazili mletačko brodovlje. Time se željela posebno istaknuti duga hrvatska pomorska tradicija. Dan HRM-a obilježava se smotrom brodova u raznim obalnim gradovima, danom otvorenih vrata, koncertima orkestra OSRH ili klape HRM-a "Sv. Juraj", uz odavanje počasti poginulim pripadnicima mornarice i prvom zapovjedniku, admiralu flote Sveti Letici "Barbi".
Povijest hrvatske mornarice vezana je uz rujan: u drugoj polovici rujna 1991. hrvatske snage su zarobile i osvojile prve ratne brodove i luke te je 12. rujna počelo ustrojavanje HRM-a, a i hrvatski partizani su osnovali partizansku mornaricu u Podgori kraj Makarske 10. rujna 1942., otpočevši borbu protiv talijanske i njemačke okupacije Jadrana, te se taj dan 45 godina slavio kao dan mornarice u Jugoslaviji. Izaslanstva HRM na taj dan ili u sklopu proslave Dana mornarnice polažu vijence na spomenik Galebova krila u Podgori.

## Odlikovanja
Godine 2001. Hrvatska ratna mornarica odlikovana je odlukom predsjednika Republike Redom kneza Domagoja s ogrlicom u prigodi 10. obljetnice ustroja i djelovanja, a za ukupan doprinos u stvaranju oružanih snaga i obrani suvereniteta Republike Hrvatske.

## Poveznice
- Oružane snage Republike Hrvatske
- Obalna straža Republike Hrvatske
- Riječna bojna – postrojba riječne ratne flotile
- Brodovlje Hrvatske ratne mornarice
- Klapa Sveti Juraj HRM
- Odred naoružanih brodova Dubrovnik

## Vanjske poveznice
- Službena stranica OSRH – Hrvatska ratna mornarica  Arhivirana inačica izvorne stranice od 17. prosinca 2007. (Wayback Machine)
- Fotogalerija ispaljivanja raketa  Arhivirana inačica izvorne stranice od 7. ožujka 2016. (Wayback Machine) sa "Zvonimira" 2015.